# Szirti pocoknyúl
A szirti pocoknyúl (Ochotona erythrotis) az emlősök (Mammalia) osztályának nyúlalakúak (Lagomorpha) rendjébe, ezen belül a pocoknyúlfélék (Ochotonidae) családjába tartozó faj. Az állat elterjedése, megjelenése, táplálkozási szokásai valamint életmódja mind egyedi alkalmazkodási stratégiákat mutatnak, amelyek lehetővé teszik számára a szélsőséges hegyi környezetben való fennmaradást.

## Előfordulása
A szirti pocoknyúl Ázsia középső részén, főként Kína és Mongólia sziklás hegységeiben fordul elő. Az állat elsősorban a magashegyi régiók lakója, ahol sziklás, sztyeppeszerű területeken talál menedéket. Élőhelyei gyakran 2000-4000 méter tengerszint feletti magasságban találhatók, ahol a növényzet ritkás, és a hőmérsékleti viszonyok szélsőségesek. Az ilyen élőhelyek lehetőséget nyújtanak a pocoknyúlnak, hogy elrejtőzzön ragadozók elől, miközben megfelelő mennyiségű táplálékot talál. A hegyvidéki környezet szélsőséges időjárási körülményei, például az erős szél, a hideg éjszakák és a hirtelen hőmérséklet-változások komoly kihívást jelentenek az itt élő állatok számára. A szirti pocoknyúl számára a sziklák közötti hasadékok biztonságos menedéket nyújtanak, ahol a veszélyek elől elbújhat, és ahol az élelmiszerraktárait is tárolja.

## Megjelenés és testfelépítés
A szirti pocoknyúl teste 15-20 centiméter hosszú, testtömege pedig általában 150-250 gramm között mozog. Ezek az adatok a faj terepi megfigyeléseiből és méréseiből származnak, amelyeket különböző kutatócsoportok végeztek Ázsia középső régióiban. Érdemes megemlíteni, hogy a szirti pocoknyúl méret- és testsúlyadatai hasonlóak más pocoknyúlfajokéhoz, például az Ochotona curzoniae-hoz, azonban a vöröses szőrzetük megkülönbözteti őket más fajoktól. Szőrzete vörösesbarna árnyalatú, ami különösen jó álcát biztosít a sziklás környezetben, lehetővé téve számára, hogy beleolvadjon környezetébe. A szőrzet színe évszakonként változhat, télen valamivel világosabb, nyáron pedig sötétebb árnyalatú lehet. Ez a változás hozzájárul ahhoz, hogy az állat a különböző időszakokban is hatékonyan rejtőzködhessen. Fülei kerekdedek és viszonylag rövidek, ami alkalmazkodást jelent a hideg hegyi klímához, mivel így csökkentik a hőveszteséget. A faj megkülönböztető jegyei közé tartozik a fül szegélyén található vöröses szőrzet, amelyről a nevét is kapta. A rövid fül és farok szintén hozzájárul a test hőmérsékletének megőrzéséhez a hideg környezetben.

## Táplálkozás
A szirti pocoknyúl növényevő állat, étrendjének nagy részét fűfélék, zuzmók, mohák és más hegyi növények alkotják. Az élelmet nemcsak fogyasztja, hanem gyakran raktározza is, különösen a télre való felkészülés során. Nyáron az állatok nagy mennyiségű növényt gyűjtenek össze, amit sziklák között szárítanak meg, hogy a hideg hónapokra elegendő élelmet biztosítsanak maguknak. Az élelmiszer-raktározás különösen fontos a hegyi környezetben, ahol a tél hosszú és kemény, valamint a táplálékforrások is szűkösek. A szirti pocoknyúl általában olyan növényeket raktároz el, mint a zsálya, a cickafark és különféle sztyeppenövények, amelyek magas tápértékkel bírnak és jól száríthatók. Ezek a növények nemcsak az állat energiakészleteit biztosítják a téli hónapokban, hanem segítenek fenntartani az immunrendszerét is, amely kulcsfontosságú a szélsőséges időjárási körülmények közötti túléléshez. Az ilyen növények raktározása továbbá minimalizálja annak az esélyét, hogy az állatnak veszélyes időszakokban kelljen táplálékot keresnie. A szirti pocoknyúl gondosan kiválasztja a legjobb minőségű növényeket a raktározáshoz, és szisztematikusan rendszerezi azokat a sziklák között, hogy megóvja őket a nedvességtől és a romlástól.

## Szaporodás és életmód
A szirti pocoknyúl monogám párkapcsolatot alakít ki, és évente akár több alomnyi utódot is világra hozhat. Az alom mérete általában 2-6 kölyökből áll. Az újszülött pocoknyulak vakon és csupaszon jönnek a világra, és az anyjuk szoros gondoskodására szorulnak. Az anyaállat szoptatja őket, amíg elég erősek nem lesznek ahhoz, hogy önállóan táplálékot keressenek. A szülők felváltva őrzik az utódokat, és együttműködnek a táplálékszerzésben is. A szülők közötti együttműködés fontos a faj fennmaradása szempontjából, különösen a zord hegyi környezetben, ahol a veszélyek állandóak.
A szirti pocoknyúl életmódja napközpontú, azaz főként nappal aktív. Időének nagy részét táplálékszerzéssel, menedékének karbantartásával és figyelőállásokon való őrködéssel tölti. Gyakran hallat magas hangú figyelmeztető kiáltásokat, amelyekkel a csoport többi tagját riasztja veszély esetén. A figyelmeztető hangjelzések fontosak a csoporttagok közötti kommunikációban, különösen akkor, amikor ragadozók közelednek. Az ilyen ragadozók közé tartoznak a rókák, különösen a vörös róka (Vulpes vulpes), valamint ragadozó madarak, például a szirti sas (Aquila chrysaetos) és a héja (Accipiter gentilis), amelyek mind potenciális veszélyt jelenthetnek a pocoknyúl számára. Ezek a ragadozók gyakran lesből támadnak, így a figyelmeztető kiáltások létfontosságúak a csoport többi tagjának védelme érdekében. Az állat figyelőállásokat alakít ki, ahonnan jól belátható a környezete, és ahol gyorsan észreveheti a közeledő veszélyeket. Ezek a viselkedési formák elősegítik a csoport biztonságát és az egyedek túlélését.

## Veszélyeztetettség és fenyegetések
Bár a szirti pocoknyúl populációit jelenleg nem tekintik közvetlenül veszélyeztetettnek, a fajra számos veszély leselkedik. Az élőhelyek csökkenése, az éghajlatváltozás, valamint a ragadozók, például a rókák és ragadozó madarak jelenléte mind fenyegetést jelent az állatok számára. Az élőhelyvesztés közvetlenül csökkenti a szirti pocoknyúl populációinak méretét, mivel kevesebb biztonságos menedéket és táplálékforrást találhatnak. Az éghajlatváltozás következtében megváltozó növényzet csökkenti az állatok számára elérhető tápanyagokat, ami negatívan befolyásolja a szaporulatot. Emellett a ragadozók jelenléte folyamatos veszélyt jelent, különösen azokon a területeken, ahol az állatok kénytelenek nyíltabb helyeken mozogni. Ezek a tényezők összességében növelik a halálozási arányt és hosszú távon a populációk csökkenéséhez vezethetnek. Az éghajlatváltozás különösen nagy kihívást jelent, mivel a magashegyi élőhelyek hőmérséklete egyre emelkedik, és a növényzet összetétele is változik, ami hatással lehet a táplálékforrásokra. Az élőhelyvesztés és az emberi tevékenységek, például a bányászat és az infrastruktúra-fejlesztések is negatívan befolyásolják a faj fennmaradását. Az emberi tevékenységek által okozott zavarást minimalizálni kell, hogy megvédjék az érzékeny élőhelyeket.
A szirti pocoknyúl fontos szerepet játszik a hegyi ökoszisztémákban, mivel táplálékforrást biztosít számos ragadozó számára, például a rókáknak, a szirti sasoknak és különféle kisragadozóknak, amelyek jelentős mértékben függenek tőle a táplálékláncban. Emellett részt vesz a növényzet terjesztésében is, különösen a sztyeppenövények és gyógynövények magvainak szétszórásával, amelyek hozzájárulnak a hegyi növényzet megújulásához és az élőhelyek biodiverzitásának fenntartásához. Az ökoszisztéma stabilitásának fenntartásában betöltött szerepe miatt megőrzésük kiemelt figyelmet érdemel a természetvédelmi erőfeszítések során. A szirti pocoknyulak populációinak nyomon követése és az élőhelyük védelme kulcsfontosságú a faj hosszú távú fennmaradásához.